# Gierwiele
Gierwiele (biał. Гервелі; ros. Гервели) – wieś na Białorusi, w obwodzie mińskim, w rejonie wołożyńskim, w sielsowiecie Raków.

## Historia
W czasach zaborów wieś w gminie Zasław, w powiecie mińskim, w guberni mińskiej Imperium Rosyjskiego. W 1866 należała do dóbr Stary Raków, własność Druckich-Lubeckich.
W latach 1921–1945 wieś leżała w Polsce, w województwie wileńskim, w powiecie stołpeckim, a od 1927 w powiecie mołodeckim, w gminie Raków.
Według Powszechnego Spisu Ludności z 1921 roku zamieszkiwało tu 276 osób, 26 było wyznania rzymskokatolickiego a 260 prawosławnego. Jednocześnie 11 mieszkańców zadeklarowało polską a 265 białoruską przynależność narodową. Było tu 46 budynków mieszkalnych. W 1931 w 50 domach zamieszkiwało 312 osób.
Wierni należeli do parafii rzymskokatolickiej i prawosławnej w Rakowie. Miejscowość podlegała pod Sąd Grodzki w Rakowie i Okręgowy w Wilnie; właściwy urząd pocztowy mieścił się w Rakowie.